# Beynes (Yvelines)
Pour les articles homonymes, voir Beynes.
Beynes est une commune française située dans le département des Yvelines, en région Île-de-France.  

## Géographie

### Situation
La commune s'étend dans la vallée de la Mauldre, à 25 km à l'ouest de Versailles, à une altitude de 90 m environ sur cinq km et, de part et d'autre, sur les plateaux limoneux de la plaine de Versailles jusqu'au ru de Gally à l'est, et du Mantois à l'ouest, à une altitude variant de 100 à 120 m.
À l'ouest, elle englobe la plus grande partie de la forêt domaniale de Beynes.

### Communes limitrophes
| Marcq          | Montainville Mareil-sur-Mauldre | Crespières                                   |
| Saulx-Marchais | Beynes                          | Thiverval-Grignon Saint-Germain-de-la-Grange |
| Vicq           | Neauphle-le-Vieux               | Villiers-Saint-Frédéric                      |

### Hydrographie

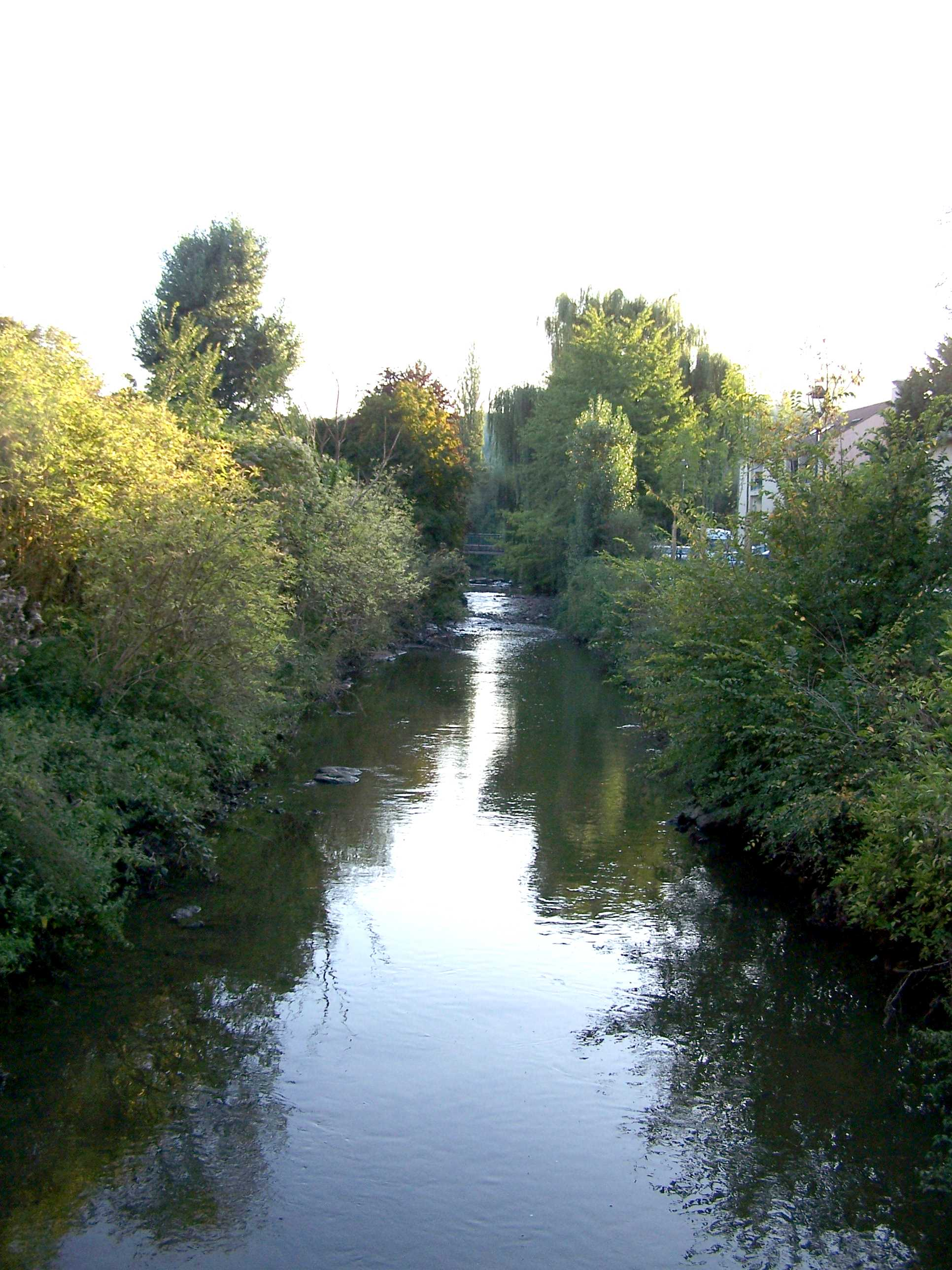
La Mauldre.

À l'extrême sud de la commune passe l'aqueduc de l'Avre, en provenance de Saulx-Marchais, qui descend dans la vallée de la Mauldre par un siphon qui traverse la Mauldre sur un pont.

### Transports et voies de communications

#### Réseau routier
La commune est traversée par un axe majeur, la route départementale 191 qui relie Épône à Rambouillet et qui permet de transiter entre l'autoroute A13 au nord et les autoroutes A10 et A11 au sud. L'importante fréquentation automobile qui en résulte rend la rue principale de Beynes (rue de la République) assez embouteillée à certaines heures.
 La route départementale 119 (Hargeville - Chavenay) surtout utilisée dans sa partie à l'est de Beynes comme communication entre la vallée de la Mauldre et l'agglomération de Plaisir - Les Clayes utilise le même trajet en centre village.
La route départementale 11 qui traverse les Yvelines d'est en ouest, passe, dans sa portion entre Neauphle-le-Vieux et Thoiry, sur la commune de Beynes au lieu-dit la Haute Pissotte.
La route nationale 12 se trouve à environ six kilomètres au sud de Beynes.

#### Desserte ferroviaire

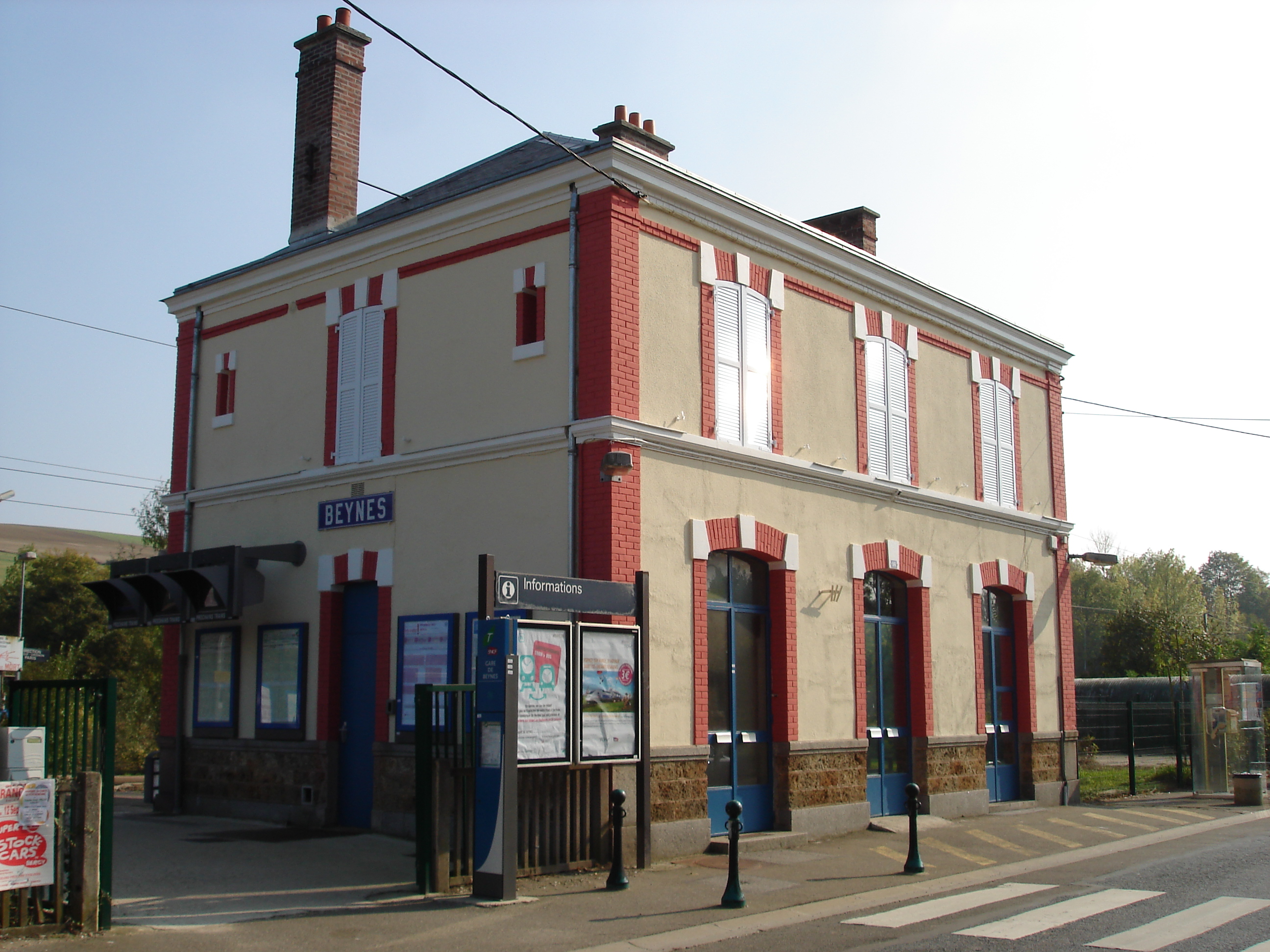
La gare de Beynes.

La ligne de Plaisir - Grignon à Épône - Mézières passe par le territoire communal. La commune possède une gare ferroviaire sur cette ligne. La ligne de Saint-Cyr à Surdon passe au sud-est du territoire communal sur une courte distance.

#### Bus
La commune est desservie par les lignes 12, 13, 21, 31, 41, 51, B, M, Q et V du réseau de bus Centre et Sud Yvelines et par la ligne 78 du réseau de bus Île-de-France Ouest.

### Climat
Pour des articles plus généraux, voir Climat de l'Île-de-France et Climat des Yvelines.
En 2010, le climat de la commune est de type climat océanique dégradé des plaines du Centre et du Nord, selon une étude du CNRS s'appuyant sur une série de données couvrant la période 1971-2000. En 2020, Météo-France publie une typologie des climats de la France métropolitaine dans laquelle la commune est dans une zone de transition entre le climat océanique et le climat océanique altéré et est dans la région climatique Sud-ouest du bassin Parisien, caractérisée par une faible pluviométrie, notamment au printemps (120 à 150 mm) et un hiver froid (3,5 °C).
Pour la période 1971-2000, la température annuelle moyenne est de 10,9 °C, avec une amplitude thermique annuelle de 14,5 °C. Le cumul annuel moyen de précipitations est de 689 mm, avec 10,5 jours de précipitations en janvier et 7,9 jours en juillet. Pour la période 1991-2020, la température moyenne annuelle observée sur la station météorologique la plus proche, située sur la commune de Maule à 7 km à vol d'oiseau, est de 11,8 °C et le cumul annuel moyen de précipitations est de 677,0 mm,. Pour l'avenir, les paramètres climatiques de la commune estimés pour 2050 selon différents scénarios d'émission de gaz à effet de serre sont consultables sur un site dédié publié par Météo-France en novembre 2022.

## Urbanisme

### Typologie
Au 1er janvier 2024, Beynes est catégorisée ceinture urbaine, selon la nouvelle grille communale de densité à sept niveaux définie par l'Insee en 2022.
Elle appartient à l'unité urbaine de Beynes, une unité urbaine monocommunale constituant une ville isolée,. Par ailleurs la commune fait partie de l'aire d'attraction de Paris, dont elle est une commune de la couronne,. Cette aire regroupe 1 929 communes,.

### Occupation des sols
Le tableau ci-dessous présente l'occupation des sols détaillée de la commune en 2018, telle qu'elle ressort de la base de données européenne d’occupation biophysique des sols Corine Land Cover (CLC).
| Type d’occupation                                                                   | Pourcentage | Superficie (en hectares) |
| ----------------------------------------------------------------------------------- | ----------- | ------------------------ |
| Tissu urbain discontinu                                                             | 12,4 %      | 231                      |
| Zones industrielles ou commerciales et installations publiques                      | 8,1 %       | 150                      |
| Terres arables hors périmètres d'irrigation                                         | 41,2 %      | 767                      |
| Prairies et autres surfaces toujours en herbe                                       | 1,1 %       | 20                       |
| Systèmes culturaux et parcellaires complexes                                        | 6,1 %       | 114                      |
| Surfaces essentiellement agricoles interrompues par des espaces naturels importants | 2,8 %       | 53                       |
| Forêts de feuillus                                                                  | 17,6 %      | 328                      |
| Forêt et végétation arbustive en mutation                                           | 10,7 %      | 200                      |
| Source : Corine Land Cover                                                          |             |                          |

### Morphologie urbaine
L'urbanisation, concentrée à l'origine dans la vallée autour du vieux bourg, s'est étendue d'abord vers le sud dans le quartier de l'Estandart, au débouché de la vallée du ru Maldroit, puis sur les coteaux à l'est avec les très grands lotissements pavillonnaires des Chênes et du Val des Quatre Pignons datant des années 1970.
Quelques hameaux et écarts émaillent le territoire communal tels que Moque-Panier, au sud, sur la route de Villiers-Saint-Fréderic, la Maladrerie, au nord, sur la route de Mareil-sur-Mauldre, les Pissottes, à l'ouest, sur la route de Thoiry à Neauphle-le-Vieux ou la Couperie, au nord-ouest, sur la route de Marcq.
À l'est, une grande partie du territoire communal est occupée par le camp militaire de Frileuse.

### Occupation des sols simplifiée
Le territoire de la commune se compose en 2017 de 79,2 % d'espaces agricoles, forestiers et naturels, 4,63 % d'espaces ouverts artificialisés et 16,16 % d'espaces construits artificialisés

## Toponymie
En 1844, Guérard avait proposé que Nirbanium IXe siècle correspondît à Beynes. Cette erreur a été reprise par Cocheris trente ans plus tard. Elle fut réfutée par Longnon en 1895 : aujourd’hui, que l’identité de Nirbanium serait quelque chose comme Nerbain ; aucune localité des environs de la Celle [Saint-Cloud] ne portant ce nom, il faut donc admettre que Nirbanium a changé de nom ou qu’il a été détruit.
La mention la plus ancienne de Beynes est Bania au XIIe siècle, Baina en 1124, Bena en 1351, Bayna, Beyna au XIIIe siècle.

Du gaulois *baw-ina, racine baw (boue).
Toponyme issu du gaulois *bagos « hêtre ». Dans l'article qu'il consacre à ce nom dans son dictionnaire de la langue gauloise, Xavier Delamarre mentionne quelques dérivés toponymiques, comme *bagina « hêtraie », forme qui explique le nom de la ville de Beynes dans les Yvelines. Soulignons que cette étymologie avait été proposée quelques années plus tôt par Marianne Mulon, qui associait à Beynes (Baina en 1124), le nom de Bernes (Bagerna à l'époque carolingienne) dans le Val-d'Oise, dérivé lui aussi de bagos, avec le « vieux suffixe -erna », analyse qui a été reprise et confirmée par Jacques Chaurand et Maurice Lebègue. Ces continuateurs de *bagina ont également été retenus par Ernest Nègre qui mentionne d'une part La Beine, forêt (aujourd'hui fort réduite), dans l'Aisne, d'autre part la forêt située dans l'actuel département de l'Oise et citée dès 1223 : « Novavilla quae sita est in bosco de Boyne » ; il y associe, enfin, le nom d'un château du Calvados : Baynes, qui subsiste à celui d'une ancienne commune.

## Histoire

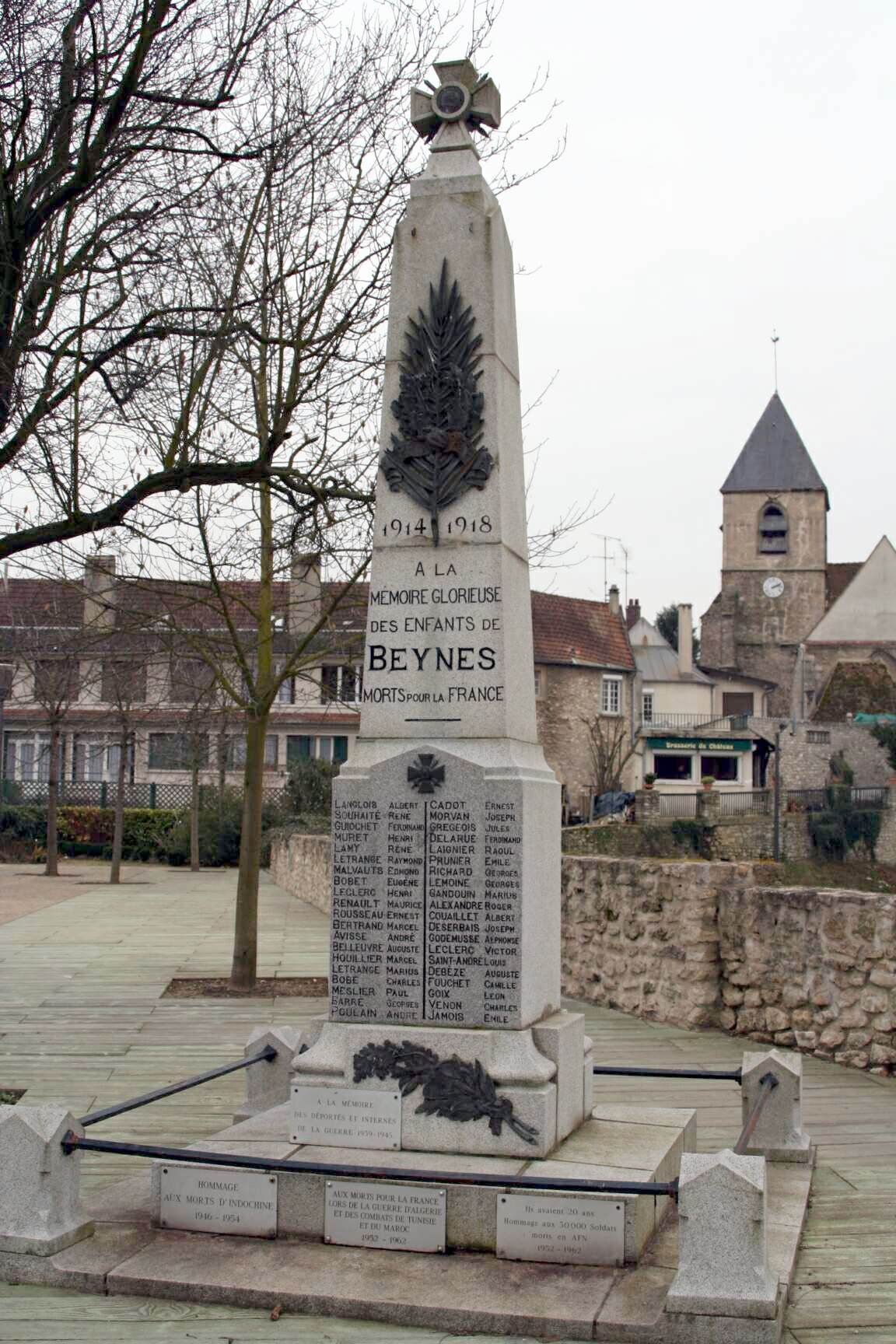
Le monument aux morts.

La vallée de la Mauldre garde, à Beynes, des traces de station préhistorique.
Le territoire de Beynes est rattaché à l'abbaye de Saint-Germain-des-Prés dès le VIIIe siècle.
Au XIIe siècle, à partir de 1181, Beynes devient la seigneurie de la Maison de Montfort.
- Au XIVe siècle, Robert VII d'Estouteville fait édifier un château fort, Beynes participant à la défense de Paris contre les Anglais. (Robert Estouteteville fut également prêvot de la ville de Paris et contribua avec la noblesse de Normandie à la libération de Nancy assiégée par Charles le Téméraire).
- Jacques d'Estouteville, seigneur de Beynes  et Blainville, baron de Saint André dans la Marche, prévost de Paris, conseiller et chambellan du Roi, marié avec Gilette de Coetivy, (fille d'Olivier de Coëtivy, seigneur de Taillebourg et Marie de France, batarde de Valois, dame de Royan et Mornac, fille de Charles VII et Agnès Sorel, dame de Beauté)[27].
- Robert de Chartres dit « Lestandart », seigneur de Limey et de Beauchesne, épouse en 1382 Catherine d'Estouteville, fille de Colard d'Estouteville, seigneur de Beynes (décédé en 1416) et Jeanne de Mauquenchy, dame de Blainville[28].

En 1536, la seigneurie de Beynes est donnée à Diane de Poitiers par le roi Henri II.
- 1946 : création du camp militaire de Frileuse, à l'emplacement d'une zone servant depuis 1937 de terrain de manœuvres aux élèves de l'école militaire de Saint-Cyr-l'École[29]. Il est ensuite la garnison du 5e Régiment d'infanterie de ligne jusqu'en 1997 puis héberge le Groupement V/1 de Gendarmerie mobile et le centre d'instruction et d'entraînement du GIGN[30].
- 1956 : mise en service du stockage de gaz souterrain[31].
- 10 avril 1965 : L'explosion d'un gazoduc à deux kilomètres à l'ouest du village provoque un gigantesque incendie. Le sinistre fut maîtrisé en une heure grâce à la fermeture des vannes, n'a pas fait de victimes, mais a causé une grande frayeur dans le village. 35 000 m³ de gaz ont brûlé[32].

## Politique et administration

### Liste des maires
| Période                                  | Période       | Identité                    | Étiquette   | Qualité                                                           |
| ---------------------------------------- | ------------- | --------------------------- | ----------- | ----------------------------------------------------------------- |
| Les données manquantes sont à compléter. |               |                             |             |                                                                   |
| juin 1815                                | juillet 1815  | Bazille Cretté              |             |                                                                   |
| août 1815                                | octobre 1830  | Simon Gautier               |             |                                                                   |
| novembre 1830                            | août 1840     | Parfait Jean Legrand        |             | Décédé en fonction                                                |
| août 1840                                | décembre 1855 | Jacques Artus               |             | Démissionnaire                                                    |
| janvier 1856                             | mai 1871      | Alexandre Souhaité          |             |                                                                   |
| mai 1871                                 | août 1885     | Charles Alexandre Boulanger |             | Décédé en fonction                                                |
| 1885                                     | 1892          | François Camus              |             |                                                                   |
| 1892                                     | 1896          | Francis Feron               |             |                                                                   |
| 1896                                     | mai 1900      | François Barthélémy Kiffer  |             |                                                                   |
| mai 1900                                 | mai 1919      | François Joseph Camus       |             |                                                                   |
| mai 1919                                 | 1926          | Ferdinand Thévenon          |             | Cultivateur                                                       |
| juin 1926                                | 1929          | Louis Hubler                |             | Charron Décédé en fonction                                        |
| novembre 1929                            | mars 1930     | Marie Gabriel Happillon     |             | Démissionnaire                                                    |
| mars 1930                                | 1944          | Jean Baptiste Aurousseau    | Républicain |                                                                   |
| 1944                                     | 1948          | Lucien Lavenant             |             | Cultivateur                                                       |
| 1948                                     | mars 1965     | Georges Pernin              |             |                                                                   |
| mars 1965                                | 1967          | Raymond Cauvin              |             |                                                                   |
| novembre 1967                            | mars 1977     | Roger Delamarre             |             |                                                                   |
| mars 1977                                | mars 1983     | Francis Commenge            |             |                                                                   |
| mars 1983                                | janvier 1987  | Jean-Michel Pacaud          | RPR         | Démissionnaire                                                    |
| février 1987                             | juin 1995     | Roland Betremieux           | PS          | Élu à la suite d'un scrutin municipal partiel                     |
| juin 1995                                | mai 2020      | Alain Bricault              | DVD         | Retraité 9e vice-président de la CC Cœur d'Yvelines (2014 → 2020) |
| mai 2020                                 | En cours      | Yves Revel                  | DVG         | Retraité 9e vice-président de la CC Cœur d'Yvelines (2020 → )     |

## Population et société

### Démographie

#### Évolution démographique
L'évolution du nombre d'habitants est connue à travers les recensements de la population effectués dans la commune depuis 1793. Pour les communes de moins de 10 000 habitants, une enquête de recensement portant sur toute la population est réalisée tous les cinq ans, les populations de référence des années intermédiaires étant quant à elles estimées par interpolation ou extrapolation. Pour la commune, le premier recensement exhaustif entrant dans le cadre du nouveau dispositif a été réalisé en 2005.

En 2022, la commune comptait 7 635 habitants, en évolution de +0,87 % par rapport à 2016 (Yvelines : +2,72 %, France hors Mayotte : +2,11 %).
| 1793  | 1800  | 1806  | 1821  | 1831  | 1836  | 1841  | 1846  | 1851  |
| ----- | ----- | ----- | ----- | ----- | ----- | ----- | ----- | ----- |
| 1 076 | 1 086 | 1 165 | 1 128 | 1 121 | 1 108 | 1 116 | 1 045 | 1 007 |

| 1856 | 1861 | 1866 | 1872 | 1876 | 1881 | 1886 | 1891 | 1896 |
| ---- | ---- | ---- | ---- | ---- | ---- | ---- | ---- | ---- |
| 965  | 884  | 860  | 804  | 785  | 756  | 760  | 769  | 756  |

| 1901 | 1906 | 1911 | 1921 | 1926 | 1931 | 1936 | 1946 | 1954  |
| ---- | ---- | ---- | ---- | ---- | ---- | ---- | ---- | ----- |
| 783  | 777  | 832  | 822  | 789  | 783  | 766  | 745  | 1 817 |

| 1962  | 1968  | 1975  | 1982  | 1990  | 1999  | 2005  | 2006  | 2010  |
| ----- | ----- | ----- | ----- | ----- | ----- | ----- | ----- | ----- |
| 1 372 | 1 571 | 5 501 | 7 593 | 7 445 | 7 200 | 7 535 | 7 501 | 7 678 |

| 2015  | 2020  | 2022  | - | - | - | - | - | - |
| ----- | ----- | ----- | - | - | - | - | - | - |
| 7 552 | 7 585 | 7 635 | - | - | - | - | - | - |

#### Pyramide des âges
En 2018, le taux de personnes d'un âge inférieur à 30 ans s'élève à 34,5 %, soit en dessous de la moyenne départementale (38,0 %). À l'inverse, le taux de personnes d'âge supérieur à 60 ans est de 23,8 % la même année, alors qu'il est de 21,7 % au niveau départemental.
En 2018, la commune comptait 3 802 hommes pour 3 849 femmes, soit un taux de 50,31 % de femmes, légèrement inférieur au taux départemental (51,32 %).
Les pyramides des âges de la commune et du département s'établissent comme suit.
| Hommes | Classe d’âge | Femmes |
| ------ | ------------ | ------ |
| 0,3    | 90 ou +      | 0,6    |
| 7,7    | 75-89 ans    | 7,4    |
| 15,2   | 60-74 ans    | 16,4   |
| 22,5   | 45-59 ans    | 22,4   |
| 18,6   | 30-44 ans    | 20,0   |
| 16,9   | 15-29 ans    | 15,0   |
| 18,8   | 0-14 ans     | 18,1   |

| Hommes | Classe d’âge | Femmes |
| ------ | ------------ | ------ |
| 0,6    | 90 ou +      | 1,4    |
| 6      | 75-89 ans    | 7,8    |
| 13,5   | 60-74 ans    | 14,8   |
| 20,7   | 45-59 ans    | 20,1   |
| 19,6   | 30-44 ans    | 19,9   |
| 18,5   | 15-29 ans    | 16,8   |
| 21,2   | 0-14 ans     | 19,2   |

## Jumelages
Szydłówiec (Pologne)

### Enseignement
La commune possède :
- trois écoles maternelles publiques (Jacques-Prévert, Charles-Perrault et Marie-Curie) ;
- trois écoles élémentaires publiques (Anatole-France, Marcel-Pagnol et Victor-Duruy) ;
- un collège public (François-Rabelais).

### Sports
- L'aérodrome de Beynes - Thiverval, situé sur la route départementale 119, entre Beynes et Plaisir abrite un aéro-club dédié au vol à voile. Les planeurs y décollent et y atterrissent du printemps à l'automne, chaque jour de la semaine lorsque le temps le permet.
- Le gymnase Philippe-Cousteau qui possède une salle omnisport, une salle de danse ainsi que d'arts martiaux.
- Plusieurs courts de tennis en résine répartis entre le vieux village et le Val des 4 Pignons.
- Le stade de Mortemai composé de 3 terrains de football, d'une piste d'athlétisme, et d'un boulodrome.

### Activités festives
- Chaque année depuis 2002, Beynes reçoit dans les douves de son château le festival Touches de jazz, qui réunit les plus grands artistes de jazz. Cet évènement a lieu généralement le week-end qui suit celui de la fête de la musique.
- En 2017, des scènes des Tuche 3 sont tournées à la gare de Beynes. La gare de Beynes représentait celle de Bouzolles, ville natale et fictive de la trilogie des Tuche.

## Économie
- Stockage de gaz naturel souterrain exploité par GDF Suez : deux stockages en nappes aquifères, Beynes supérieur (à - 430 m) et Beynes profond (à - 730 m), mis en service respectivement en 1956 et 1975, permettent de stocker au total 1,2 milliard m3 de gaz naturel.
- Traitement de déchets spéciaux : société Labo-Services (filiale de SITA, groupe Suez).
- Sur la commune de Beynes se trouvaient les seuls puits de pétrole exploités des Yvelines. La plateforme pétrolière de Beynes fut démantelée en 2004.
- La commune de Beynes accueille un camp militaire.

## Culture locale et patrimoine

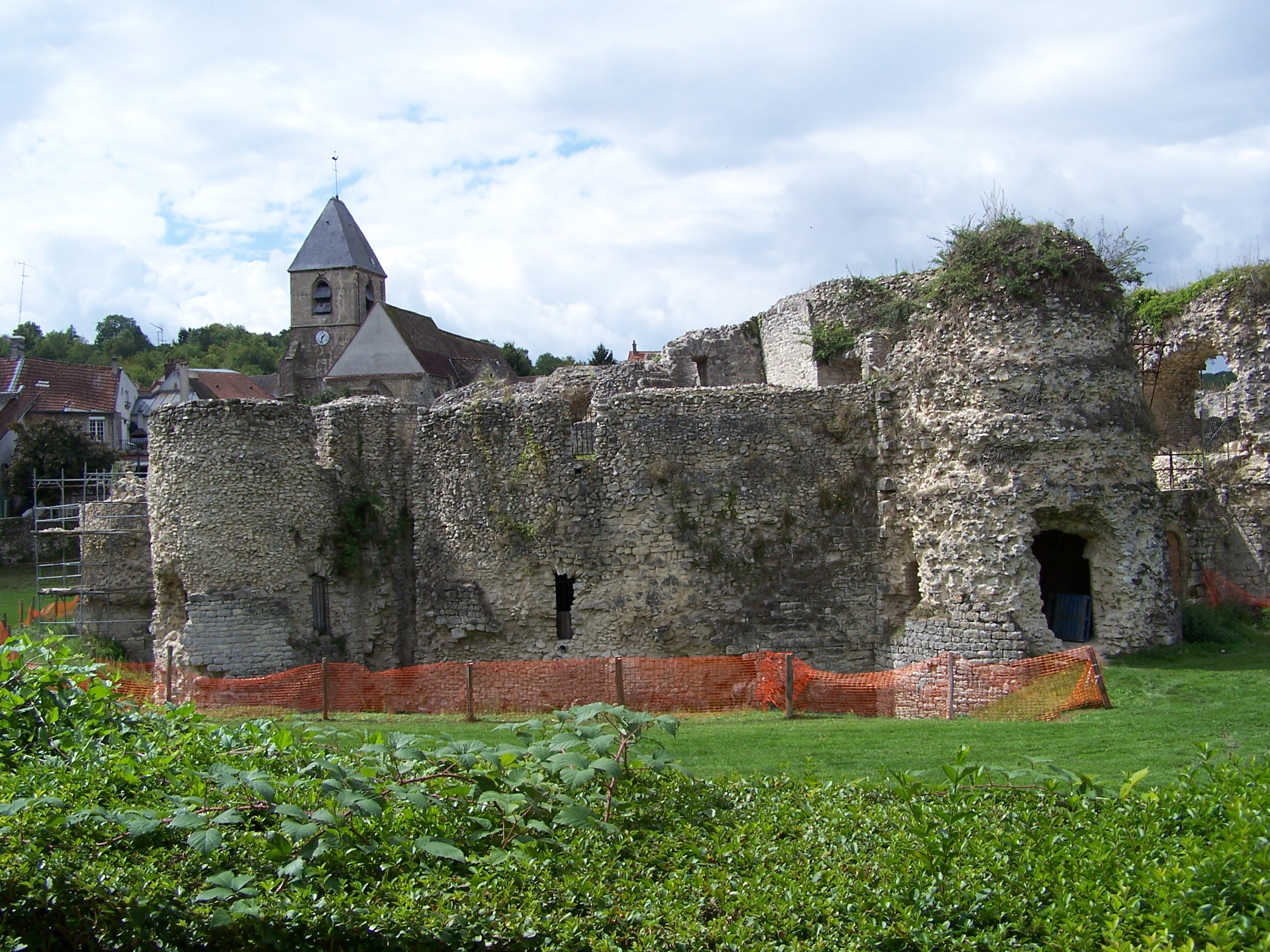
Le château de Beynes.

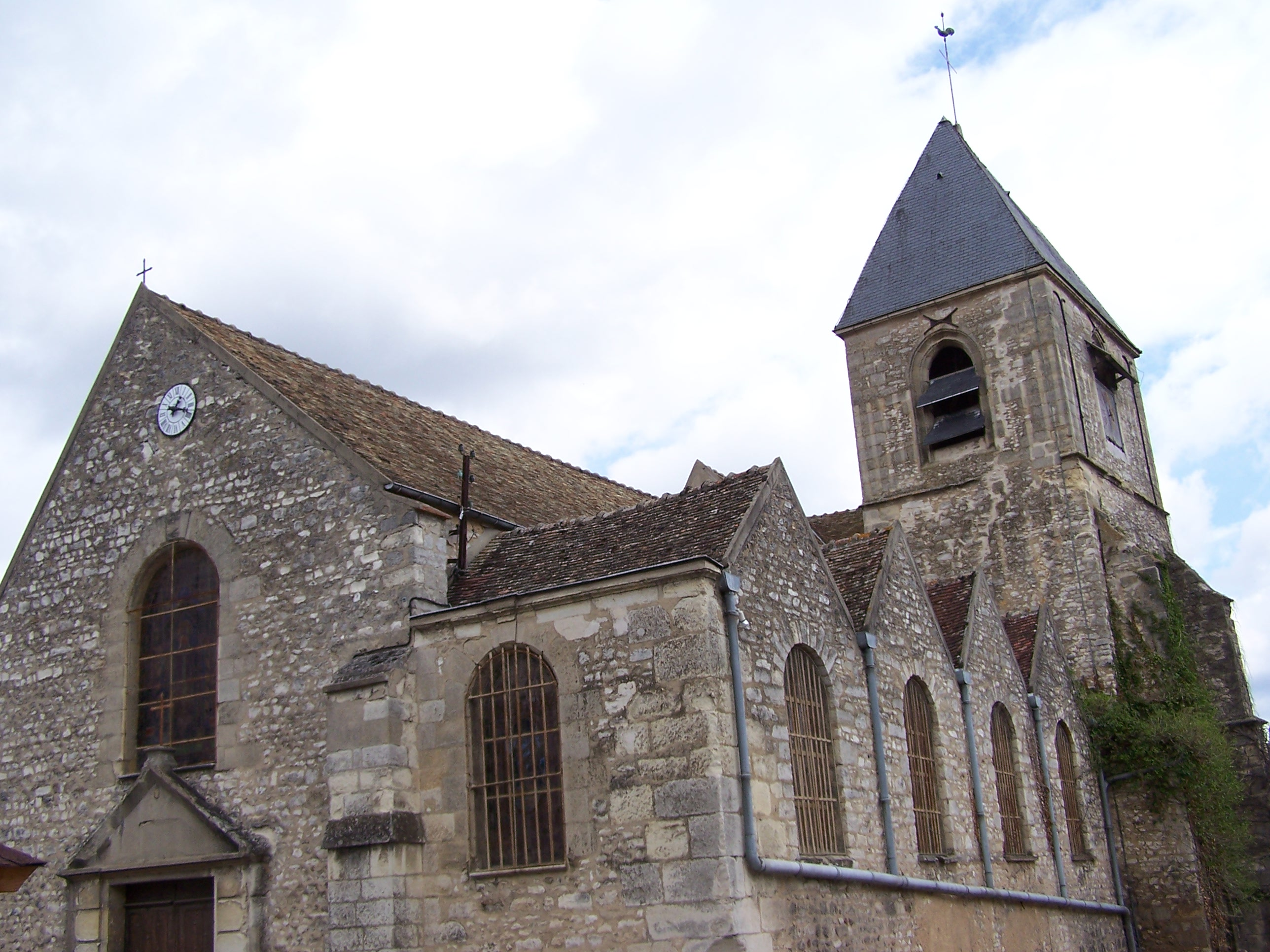
L'église Saint-Martin.

### Lieux et monuments
- Église Saint-Martin : datant du XIe siècle, cette église comporte sept chapelles latérales de chaque côté de la nef. Diverses modifications ont été apportées au cours des siècles, ce qui explique que le chœur soit plus haut que la nef. Le clocher-tour, qui surmonte la chapelle sud est couvert d'un toit à quatre pentes en ardoise.
- Château de Beynes : une première mention est faite au  XIe siècle et doit correspondre à une motte féodale. Vers le XIIe siècle le château fort est doté d'une enceinte à neuf tours. Au XVe siècle le château s'adapte aux nouvelles conditions de l'artillerie avec un couloir circulaire casematé. L'édifice est abandonné au XVIIIe siècle. Il est à l'état de ruines au début du XXe siècle.  Racheté en 1967 par la municipalité, il a fait l'objet de fouilles entre 1995 et 1999, puis de travaux de confortation.
- Centre culturel de La Barbacane à vocation intercommunale, a été labellisé scène conventionnée en 2005 et propose une programmation reconnue au plan départemental, régional et national[44].

### Héraldique
| Armes de Beynes | Les armes de Beynes se blasonnent ainsi : D'azur au chêne d'or, mantelé chargé à senestre de sable aux trois fasces d'or dentelées par le bas, et à dextre de gueules au lion d'argent. Ce blason combine les armes du duc de Brissac, à gauche, et celles des seigneurs de Montfort-l'Amaury, à droite. Au centre, le chêne évoque la forêt de Beynes. |

Remarque : le blason se voyant de face, il semble que soit il faille l'inverser soit, plus probablement, permuter les expressions "dextre" et senestre". Jemablco.